# Трохи пітьми
«Трохи пітьми» (повна назва  — «Трохи пітьми, або На краю світу»)  — роман українського письменника Любка Дереша 2006 року.

## Анотація книги

### Україна
Влітку на далекій полонині в Карпатах відбувається з'їзд неформалів: панків, хіпі та інших. Однак цього разу хтось планує влаштувати свій шокуючий фестиваль у фестивалі — шаманський сеанс масового суїциду. Шестеро учасників фестивалю самогубців: мазохістка, екстрасенс-невдаха, двійко дівчат із фобією переслідування із потойбічного світу, розчарований молодий програміст, а також наш герой, панк та алхімік з глибокою душевною травмою, яка не дає йому спокою. Ці люди вирішують погодитися на сумнівну пропозицію: під патронатом знайомого екстрасенса взяти участь у сеансі шаманського зцілення, який приводить до драматичного фіналу…

## Рецензія
- «Трохи пітьми»: Любко Дереш як психотурист і каменяр
- Марина Рудська Новий каменяр? — 2007 рік.
- Анна Флейтман. «Трохи пітьми» Любка Дереша: а у що вірите ви? — Sumno.com., 8 травня 2007
- Любко Дереш «Трохи пітьми»

## Видання
- 2006 рік — видавництво Книжковий клуб «Клуб сімейного дозвілля».